# Søren Kragh Andersen
Søren Kragh Andersen (Middelfart, 10 augustus 1994) is een Deens wielrenner die anno 2025 rijdt voor Lidl-Trek. Zijn oudere broer Asbjørn was ook wielrenner. In 2020 won hij de 14e en de 19e etappe in de Ronde van Frankrijk.

## Overwinningen
2011
2e etappe deel B Tour du Pays de Vaud, Junioren
 Deens kampioen ploegentijdrit, Junioren (met Casper von Folsach, Rasmus Lund en Emil Vinjebo)
3e etappe deel B Trofeo Karlsberg, Junioren
2012
3e etappe Vredeskoers, Junioren
Proloog Tour du Pays de Vaud, Junioren
1e etappe Rothaus Regio-Tour, Junioren (ploegentijdrit)
Puntenklassement Rothaus Regio-Tour, Junioren
2014
 Deens kampioen tijdrijden, Beloften
Jongerenklassement Ronde van het Taihu-meer
2015
1e en 2e etappe (ploegentijdrit) ZLM Tour
Eindklassement ZLM Tour
Hadeland GP
Bergklassement Paris-Arras Tour
4e etappe Tour des Fjords
Proloog en 3e etappe Ronde van de Toekomst
2016
Jongerenklassement Ronde van Qatar
2017
3e etappe Ronde van Oman
 UCI Ploegentijdrit in Bergen
2018
6e etappe Ronde van Zwitserland
Parijs-Tours
2020
4e etappe (individuele tijdrit) Parijs-Nice
14e en 19e etappe Ronde van Frankrijk
4e etappe (individuele tijdrit) BinckBank Tour
2023
Eschborn-Frankfurt
Puntenklassement Ronde van Luxemburg
2025
 Deens kampioen op de weg, Elite

## Resultaten in voornaamste wedstrijden
| Jaar | Ronde van Italië | Ronde van Frankrijk | Ronde van Spanje |
| ---- | ---------------- | ------------------- | ---------------- |
| 2016 |                  |                     |                  |
| 2017 |                  |                     | 106e             |
| 2018 |                  | 52e                 |                  |
| 2019 |                  | opgave              |                  |
| 2020 |                  | 58e (2)             |                  |
| 2021 |                  | opgave              |                  |
| 2022 |                  |                     |                  |
| 2023 |                  | 122e                |                  |
| 2024 |                  | buiten tijd         |                  |
| 2025 | opgave           |                     |                  |

| Jaar | Milaan-San Remo | Gent-Wevelgem | Ronde van Vlaanderen | Parijs-Roubaix | Amstel Gold Race | Luik-Bast.‑Luik | Omloop Het Nieuwsblad | Parijs-Tours | E3 Saxo Classic |  | WK op de weg |  | Wereldranglijsten |
| ---- | --------------- | ------------- | -------------------- | -------------- | ---------------- | --------------- | --------------------- | ------------ | --------------- |  | ------------ |  | ----------------- |
| 2016 |                 | opgave        | opgave               | opgave         |                  |                 |                       |              | 92e             |  | opgave       |  |                   |
| 2017 | 121e            | 16e           | 74e                  | opgave         |                  | opgave          | 26e                   | ↑            | 75e             |  | 12e          |  | 170e (UWT)        |
| 2018 |                 |               | 53e                  | opgave         | opgave           |                 | 37e                   | ↑            | 25e             |  |              |  | 107e (UWT)        |
| 2019 | 52e             | 11e           | opgave               |                | opgave           |                 |                       | opgave       | opgave          |  |              |  | 286e (UWR)        |
| 2020 | 57e             |               | opgave               |                |                  |                 | ↑                     | 101e         |                 |  |              |  |                   |
| 2021 | 9e              | 35e           | 58e                  | 24e            | opgave           |                 | 23e                   | 91e          | 42e             |  |              |  |                   |
| 2022 | 7e              | 5e            |                      |                | 29e              | 25e             |                       |              | opgave          |  |              |  |                   |
| 2023 | 5e              | 68e           | opgave               |                | 40e              | opgave          | 99e                   |              | 9e              |  | opgave       |  |                   |
| 2024 | 31e             | 50e           | opgave               |                | 112e             | 67e             |                       | 98e          | 37e             |  |              |  |                   |
| 2025 |                 |               |                      |                |                  |                 |                       |              |                 |  |              |  |                   |

## Ploegen
- 2013 –  Team TreFor
- 2014 –  Team TreFor-Blue Water
- 2015 –  Team TreFor-Blue Water
- 2016 –  Team Giant-Alpecin
- 2017 –  Team Sunweb
- 2018 –  Team Sunweb
- 2019 –  Team Sunweb
- 2020 –  Team Sunweb
- 2021 –  Team DSM
- 2022 –  Team DSM
- 2023 –  Alpecin-Deceuninck
- 2024 –  Alpecin-Deceuninck
- 2025 –  Lidl-Trek

A.K. Andersen · S.K. Andersen · Bøje-Pedersen · von Folsach · Guldhammer · Hemmsen · Larsen · Mørkøv · Mygind · Olesen · Plesner · Quaade · Rosenberg · Vinjebo
Andersen · Clausen · Foder Holm · von Folsach · Guldhammer · Mygind · Nielsen · Pedersen · Plesner · Quaade · Rahbek · Riis · Vorre Louring
A.K. Andersen · S.K. Andersen · Clausen · Foder Holm · Gregaard · Hardahl · Hyldgaard · Lander · Olsson · Pedersen · Rahbek · Rasmussen · Riis · Vinjebo
Andersen · Arndt · Barguil · Curvers · Ten Dam · De Backer · Degenkolb · Dumoulin · Fairly · Fröhlinger · Geschke · Van der Haar · Haga · Ji · Jones · De Kort · F. Ludvigsson · T. Ludvigsson · Lunke · Oomen · Preidler · Sinkeldam · Stamsnijder · Timmer · Veelers · Waeytens · Walscheid · Hoekstra (stagiair) · Kanter (stagiair) · Tusveld (stagiair)
Andersen · Arndt · Barguil · Bauhaus · Curvers · Ten Dam · De Backer · Dumoulin   · Fröhlinger · Geschke · Haga · Hamilton · Hofstede · Kämna · Kelderman · Lunke · Matthews · Oomen · Preidler · Sinkeldam · Stamsnijder · Teunissen · Timmer · Waeytens · Walscheid · Kanter (stagiair) · Rohde (stagiair)
Andersen · Arndt · Bauhaus · Curvers · ten Dam · Dumoulin   · Fröhlinger · Geschke · Haga · Hamilton · Hindley · Hofstede · Kämna · Kelderman · Matthews · Oomen · Stamsnijder · Storer · Teunissen · Theuns · Tusveld · Vervaeke · Walscheid
Arndt · Bakelants ·  Bol · Curvers · Dumoulin · Fröhlinger · Haga · Hamilton · Hindley · Hirschi · Kämna · Kanter · Kelderman · A. Kragh Andersen · S. Kragh Andersen · Matthews · Nieuwenhuis · Oomen · Pedersen · Power · Roche · Storer · Stork · Tusveld · Vervaeke · Walscheid · Eekhoff (stagiair) · Kooistra (stagiair) · Salmon (stagiair)
Arensman (vanaf 1 juli) · Arndt · Benoot · Bol · Dainese · Denz · Donovan · Eekhoff · Gall · Haga · Hamilton · Hindley · Hirschi · Kanter · Kelderman · A. Kragh Andersen · S. Kragh Andersen · Matthews · Nieuwenhuis · Oomen · Pedersen · Power · Roche · Salmon · Storer · Stork · Sütterlin · Tusveld · Van Wilder · Vermaerke (stagiair)
Arensman · Arndt · Bardet · Benoot · Bol · Brenner · Combaud · Dainese · Denz · Donovan · Eekhoff · Gall · Haga · Hamilton · Hindley · Kanter · A. Kragh Andersen · S. Kragh Andersen · Leknessund · Markl · Nieuwenhuis · Pedersen · Roche · Salmon · Storer · Stork · Sütterlin · Tusveld · Vermaerke · Van Wilder
Arensman · Arndt · Bardet · Bittner (vanaf 1/8) · Bol · Brenner · Combaud · Dainese · Degenkolb · Denz · Donovan · Eekhoff · Hamilton · Heinschke · Hvideberg · A. Kragh Andersen · S. Kragh Andersen · Leknessund · Markl · Mayrhofer · Naberman · Nieuwenhuis · Pedersen · Rodenberg · Stork · Tusveld · van Uden (vanaf 1/8) · Vandenabeele · Vermaerke · Welsford
Ballerstedt · Bayer · Conci · De Bondt · Dillier · Gaze · Ghys · Gogl · Groves · Hermans · Janssens · Kragh Andersen · Krieger · Leysen · Mareczko · Meurisse · Oldani · Osborne · Philipsen · Planckaert · Plowright · Rickaert · Riesebeek · Sbaragli · Sinkeldam · Stannard · Taminiaux · Van Den Bossche · van der Poel  · Vermeersch
Ballerstedt · Bayer · Boven · Conci · Dillier · Gaze · Ghys · Gogl · Groves · Hermans · Hollmann · Janssens · Kielich · Kragh Andersen · Laurance · Leysen · Meurisse · Osborne · Philipsen · Planckaert · Plowright · Rickaert · Riesebeek · Sinkeldam · Uhlig · Van Den Bossche · van der Poel  · Van Tricht · Vergallito · Vermeersch